# De-Novo-Peptidsequenzierung

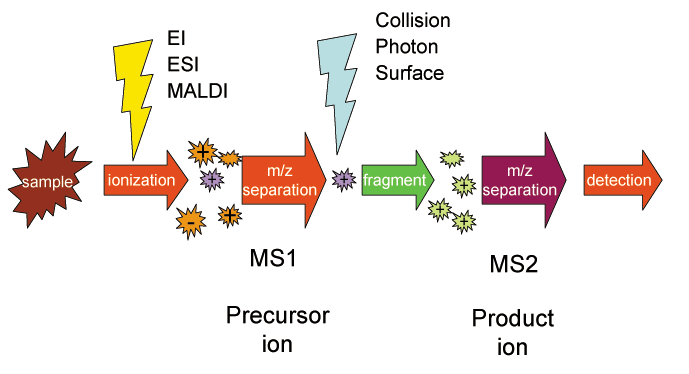
Schematischer Aufbau eines Tandem-Massenspektrometers.

Die De-Novo-Peptidsequenzierung ist ein biochemisches Verfahren zur Bestimmung der Aminosäuresequenz von Proteinen oder Peptiden per Tandem-Massenspektrometrie (MS/MS). Sie ist eine Methode zur Proteinsequenzierung.

## Eigenschaften
Im Vergleich zu den üblichen massenspektrometrischen Verfahren zur Proteincharakterisierung erfolgt bei der De-Novo-Peptidsequenzierung eine zweite Fragmentierung der Peptide. Diese zusätzliche Fragmentierung kann in einem Reflektron z. B. durch einen kollisionsinduzierten (CID) oder durch einen LASER-induzierten Post-Source Decay (PSD) erreicht werden. Bei mehrfach geladenen Fragmenten kann die weitere Fragmentierung auch durch eine Electron Capture Dissociation oder durch eine Elektronenstoßionisation erreicht werden. Im Spektrum erhält man aus jedem Fragment der ersten Runde verschiedene Fragmente weniger Aminosäuren, die durch Aneinanderreihung anhand der Überlappungen die Peptidsequenz ergeben. Dadurch kann der Aufbau der Peptidfragmente im Sinne einer N-terminalen Peptidsequenzierung ermittelt werden. Da diese massenspektrometrische Methode nicht auf Informationen über die Aminosäuresequenz angewiesen ist, wird sie als de novo bezeichnet.